# Subala de Mágada
Subala foi um rei semilendário da dinastia de Briadrata que governou sobre Mágada em sucessão de Sumati, seu pai. Reinou entre 885 e 863 a.C., segundo algumas reconstituições. Foi sucedido por seu filho Sunita.